# Элитный (Краснодарский край)
Элитный — посёлок в Красноармейском районе Краснодарского края.
Входит в состав Протичкинского сельского поселения.

## География

### Улицы
| - ул. 50 лет Победы, - ул. Вольная, - ул. Есенина, - ул. Заводская, - ул. Набережная, - ул. Октябрьская, | - ул. Пионерская, - ул. Полевая, - ул. Садовая, - ул. Светлая, - ул. Северная, - ул. Школьная. |

## История
Раньше на территории поселка действовал эфиро-масляничный завод, где изготовлялились эфирные масла: розовое, шалфейное. Под ведомством завода находился детский сад и дом культуры. К каждому празднику и торжественной дате проводились концерты. Данную традицию пытаются сохранить и по сей день. Все жители помнят былое величие этого маленького поселка Красноармейского района. Однако ныне завод не действует.

## Население
| 2002 | 2010 |
| ---- | ---- |
| 1095 | ↘886 |